# تقلب
تقلب (در لغت به معنای دگرگون شدن و در کاری به سود خود و به زیان دیگری تصرف کردن) نوعی از دغل کاری، کلاه‌برداری و حیله‌گری است که باعث ایجاد برتری ناعادلانه متقلب بر دیگران می‌شود. تقلب گونه‌ای از نقض قانون و یک عمل غیراخلاقی است. در قانون و حقوق کمتر از واژه تقلب استفاده می‌شود و بیشتر به عنوان کلاه‌برداری و فساد نام برده می‌شود. تقلب به‌طور کلی اقدامات مختلفی را برای بدست آوردن مزایای ناعادلانه توصیف می‌کند.

## علمی
تقلب در آزمون‌های علمی در مدارس و دانشگاه‌ها یک اتفاق بسیار رایج است
در سال ۲۰۰۲ حدود ۷۵ درصد از دانشجویان دختر دانشگاه‌های آمریکا، انگلیس، فرانسه و کانادا اعلام کردند که حداقل یک بار در طول تحصیل تقلب کرده‌اند.
در نظرسنجی که از دانشجویان دانشگاه‌های آمریکا انجام شد ۲۴ درصد از دانشجویان رشته حسابداری، ۲۵ درصد از دانشجویان رشته بازاریابی، ۶۴ درصد از دانشجویان رشته مدیریت و ۴۵ درصد از دانشجویان رشته بازرگانی برای حل تکالیف و گرفتن نمره قبولی به تقلب روی آورده‌اند.

## ورزش
در دنیای ورزش نیز می‌توان به دوپینگ اشاره کرد که تقلب محسوب می‌شود و استفاده از آن غیرقانونی است.